# Klavdij Zornik
Klavdij Zornik, slovenski slikar in pedagog, * 30. oktober 1910, Koper, † 5. maj 2009, Ljubljana.

## Življenje in delo
Klavdij Ivan Zornik se je rodil v Kopru jetniškemu pazniku Ivanu in Frančiški (rojeni Žagar). Leta 1914 se je družina preselila v Slovenijo. V Mariboru je obiskoval učiteljišče, kjer ga je z risanjem seznanil Anton Gvajc, in 1933 maturiral. Od 1934–1938 je študiral na Akademiji likovnih umetnosti v Zagrebu. Leta 1940 je nastopil službo profesorja risanja na deški meščanski šoli v Mariboru; 1941 so ga Nemci izgnali v Mrkonjić Grad (BiH), od koder je prebežal v Varaždin, tam 1942 učil risanje na gimnaziji do prisilne mobilizacije v vojsko NDH a je še pred kapitulacijo Italije pobegnil v partizane kjer so ga dodelili kulturno-prosvetnim oddelkom: v štab III. proletarske brigade (ilustriral brigadni list, portretiral, risal plakate, stenske kompozicije z motiviko NOB), štab 1. divizije (poletje–jesen 1944) in štab I. armade (do julija 1945), kjer je vodil slikarsko, fotografsko, glasbeno in kino sekcijo, zbiral fotodokumentacijo (nekaj tega gradiva hranita Vojni muzeju v Beogradu in Muzej novejše zgodovine Slovenije v Ljubljani). Po vojni je do 1959 učil risanje na gimnazijah v Ljubljani (Bežigrad, Moste), ob delu študiral sodobne metode pouka risanja in likovne teorije, oboje posredoval na številnih predavanjih učiteljem. V letih 1957−1975 je poučeval metodiko na ALU v Ljubljani, 1959 je bil tu izvoljen za docenta metodike likovnega pouka in teorije, 1965 za izrednega, 1972 pa za rednega profesorja, v letih 1973–75 je bil rektor ljubljanske ALU, 1965–1975 član republiške komisije za profesorske strokovne izpite. Prejel je več državnih odlikovanj in priznanj.
Svoj ustvarjalni vrh je Zornik dosegel v 50-letih 20. stoletja, in sicer s figuralnim slikarstvom, oprtim na izročilo predvojnega hrvaškega ekspresionizma. Magično ekspresivnost odrevenelih figur, ki je vidna pri delu Mati iz leta 1955, je stopnjeval s svetlobnimi kontrastom barvnih nanosov. Motiviko je črpal iz spominov na partizanstvo, sicer pa je bil osredotočen na simbolično dojemanje vsakdanjega življenja, zlasti kmečkega. V prizore z robustnimi ljudmi v ritmizirano hriboviti pokrajini je vnašal trpko občutje življenjske usojenosti, pridih obrednosti in mitične veljavnosti, pa tudi magičnost vasovanj in prvinsko radoživost veselja. Slikal je tudi pokrajine, portrete in tihožitja.
Kot pisec univerzitetnih učbenikov o metodiki likovnega pouka se je intezivno posvečal tudi teoretičnemu delu. Napisal je: skripta Likovni pouk in metodika likovnega pouka  (1966); Pouk risanja (1966); Likovna umetnost I-II (1968, 1969).

## Odlikovanja in priznanja
- Red zaslug za ljudstvo s srebrno zvezdo (1949)
- Red dela z rdečo zastavo (1975)
- Ažbetovo priznanje (1986)
- Zlati red za zasluge za življenjsko delo na področju kulture in prispevek k modernizmu v slovenskem slikarstvu (2005)